# Rue Hélène-Vagliano
La rue Hélène-Vagliano  est une voie de la commune française de Cannes dans le département des Alpes-Maritimes en région Provence-Alpes-Côte d'Azur.

## Situation et accès

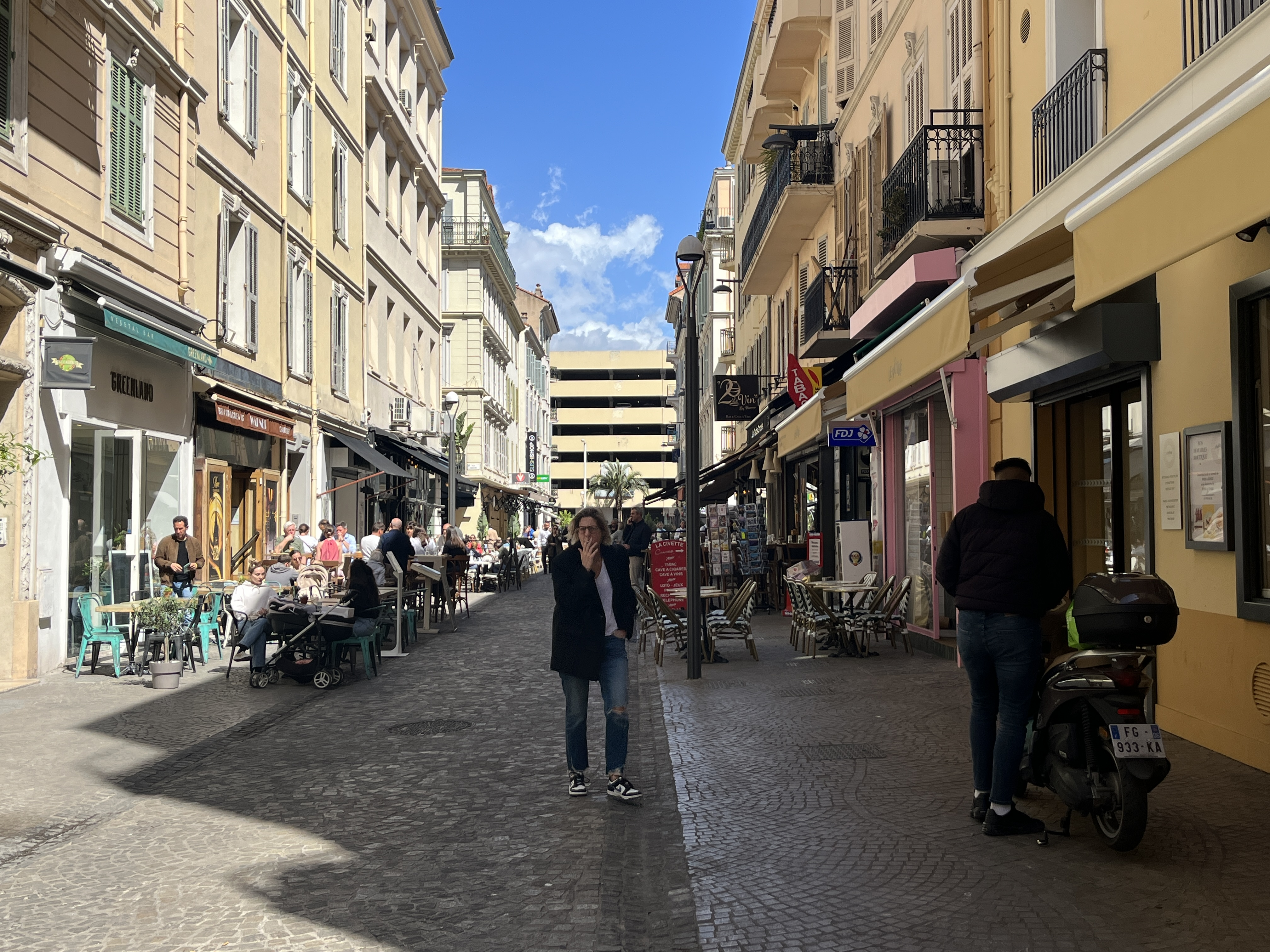
Vue de la rue Hélène-Vagliano depuis la rue d'Antibes.

La rue Hélène-Vagliano est une voie du quartier du Centre - Croisette, dans la commune française de Cannes dans le département des Alpes-Maritimes en région Provence-Alpes-Côte d'Azur.
C'est une voie urbaine de communication située entre la rue d'Antibes et la rue Jean-Jaurès et traversée par la rue Hoche dont la fonction est résidentielle et commerçante. Elle est l'une des voies faisant le lien entre la gare de Cannes et la rue commerçante d'Antibes.
Elle est à sens unique, partiellement piétonne, son accès depuis la rue d'Antibes, limité par des bornes, n'est possible que pour les véhicules autorisés : véhicules des hôtels, taxis, ambulances, personnes à mobilité réduite.

## Origine du nom
Elle porte depuis le 8 novembre 1944 le nom d'Hélène Vagliano, résistante cannoise du réseau Tartane-Masséna assassinée par la Gestapo le 15 août 1944 à Nice.

## Historique
D'une longueur de 100 mètres, la voie est ouverte à la fin des années 1860. Elle est à l'origine dénommée rue de la Gare-de-Marchandises puis rue Hoche et rue de Provence.